# Panama-Konferenz (1939)
Die Panama-Konferenz war ein panamerikanisches Außenministertreffen der neutralen amerikanischen Staaten in Panama-Stadt vom 23. September bis 3. Oktober 1939. Die teilnehmenden Länder bestätigten ihre Neutralität und vereinbarten die panamerikanische Sicherheitszone.

## Hintergrund
Die mittel- und südamerikanischen Länder sowie die Vereinigten Staaten wollten sich nach dem deutschen Überfall auf Polen und den diversen Kriegserklärungen an Deutschland neutral verhalten und einige befürchteten deutsche Aktivitäten aufgrund größerer deutscher Minderheiten in ihren Ländern. Der beginnende Krieg verhinderte auch den weiteren Handelsverkehr mit Deutschland und so mussten die Länder sich nach anderen Märkten für ihre Produkte umsehen. Mit der Konferenz wollte man sich im Geiste der Good Neighbour Policy zu einem abgestimmten Vorgehen besprechen.

## Konferenz

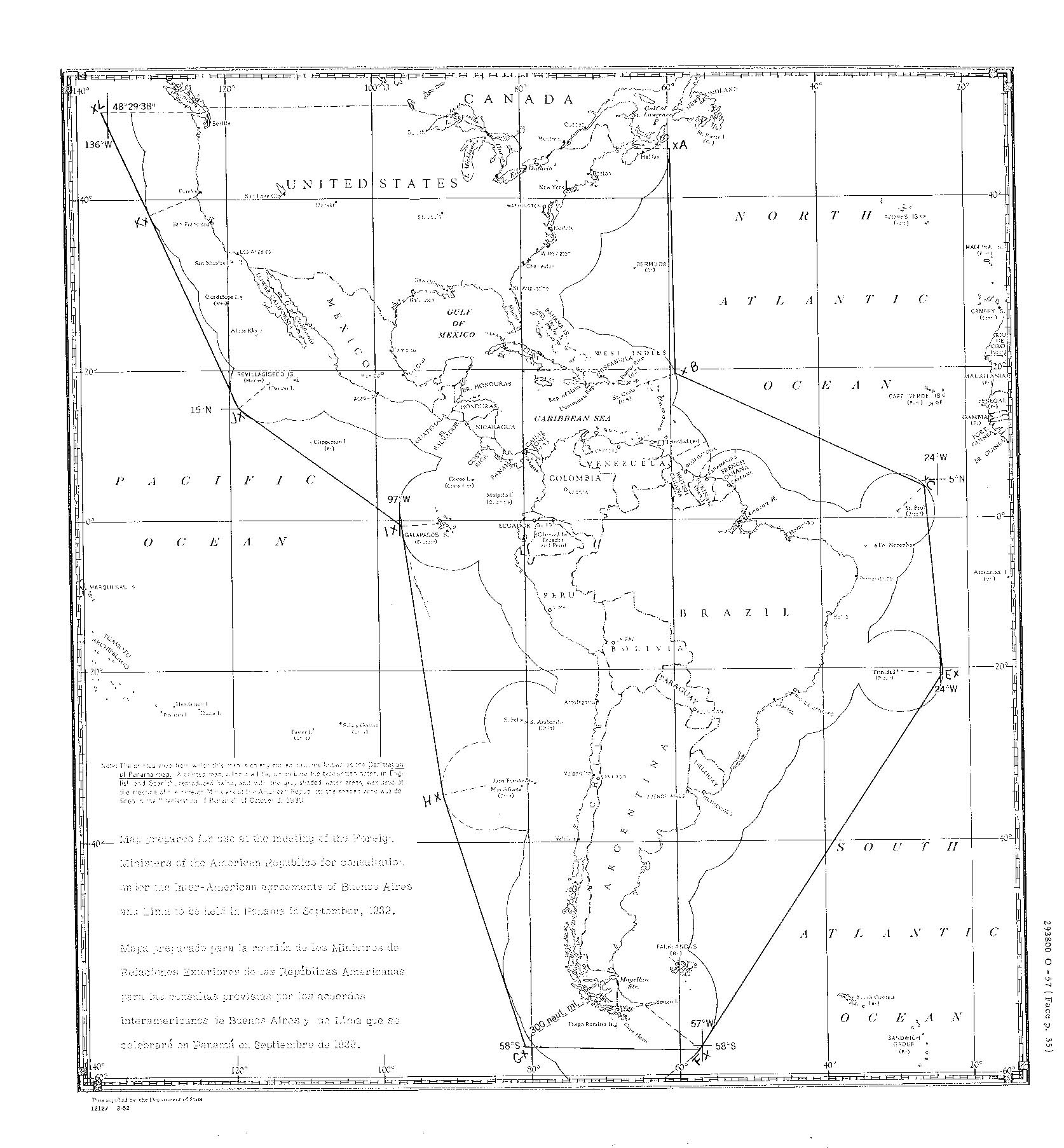
Entwurfsskizze der Panamerikanischen Sicherheitszone

Es nahmen 21 Staaten an der Konferenz teil. Dies waren Argentinien, Bolivien, Brasilien, Chile, Costa Rica, Dominikanische Republik, Ecuador, El Salvador, Guatemala, Haiti, Honduras, Kolumbien, Kuba, Mexiko, Nicaragua, Panama, Paraguay, Peru, Uruguay, Venezuela und die Vereinigten Staaten. In drei Unterausschüssen wurde über die Neutralität, die Aufrechterhaltung des Friedens in dem Gebiet und die wirtschaftliche Zusammenarbeit beraten. In der gemeinsamen Erklärung von Panama wurde  die Neutralität der Teilnehmerstaaten bestätigt, U-Booten der kriegführenden Staaten das Einlaufen in die Häfen der Neutralen verboten, die Einstellung subversiver Aktivitäten in ihren Ländern gefordert und die Bildung einer maritimen Sicherheitszone angekündigt, die sich auf beiden Seiten des amerikanischen Kontinents mit Ausnahme des kriegführenden Kanada erstreckte und 300 Seemeilen in die Ozeane reichte.